# Saccharomycodes ludwigii
Saccharomycodes ludwigii E.C. Hansen, 1904è un lievito unicellulare appartenente al regno dei funghi della famiglia Saccharomycetaceae.
È un lievito comunemente considerato un contaminante del vino a causa della sua elevata produzione di acetato di etile, acetoino o acetaldeide, con effetti negativi sul profilo sensoriale a livelli superiori alla soglia di percezione.